# 愛在雨過天晴時
《愛在雨過天晴時》，是日本漫畫家眉月啍的戀愛漫畫。於小學館旗下雜誌《月刊！Spirits》2014年8月號至2016年1月號連載。後來轉移至小學館旗下另一本雜誌《Big Comic Spirits》，從2016年8號開始以隔週方式繼續連載2018年16號，2018年3月19日完結，同年本作榮獲第63屆小學館漫畫獎的一般向部門獎。
作品以海邊街道為故事舞台，敘述外表冷酷但不擅長表達自己情感，經常被其他人誤解的女高中生橘晶，暗戀著打工的家庭餐廳的45歲中年店長「近藤正己」的戀愛漫畫作品。2015年度曾經獲得Comic Natalie大獎第2名。2017年3月2日宣布決定製作電視動畫的消息，2018年1月至3月首播。

## 故事簡介
高中2年級女生橘晶（17歲）。不擅於表現感情的她，心中所隱藏的戀情其實有單戀的對象。對方是打工地點的家庭餐廳店長近藤正己（45歲）。一頭睡亂的頭髮，偶爾會敞開拉鏈，腦後有斑禿的不起眼大叔。
橘在單戀中嚐到憧憬戀愛的甜蜜和苦惱；近藤亦在苦惱中再次尋回年輕時對戀愛憧憬的喜悅。
他們有著相似的失落，以為遭到命運的撥弄，致失去追尋夢想的希望。然而，戀愛的火苗不僅使他們重新認識自己，也照亮著對方，在以為是孤立無助的生命裡找到了相互扶持，最後在曾經跌倒的地方重新出發。
這是一段回憶，在雨下開始、在雪裡暫止的戀愛。雨後晴空，是新的起點。在青春的交叉點停滯不前的她，與臨近人生折返點的他，編織而成的戀物語。

## 登場人物

### 主要人物
橘晶（聲：渡部紗弓）
本作女主角。故事開始時是風見澤高中二級生，17歲，6月21日出生。
父母離婚後，由母親獨自撫養成人。不擅向不熟悉的人表現感情，外表看起來很冷淡，常無意間瞪著別人。看事物與眾不同，有時比別人更能看到內裡，例如旁人看近藤，甚至近藤看自己均是一無是處，晶卻看見近藤的溫柔、正直和純粹，是比任何事物還來得重要。
自少喜愛跑步，只為聆聽風在耳畔急速吹過的聲音。本是學校田徑部的主力，一次練習時右足阿基里斯腱嚴重受傷，治癒後陷入認為以後不可能再全力奔跑以追趕風聲的心理陰影，也害怕自己不能在田徑上再有突破的機會，遂藉口往兼職，不參加課外活動，刻意疏遠田徑部的隊友和好友遙。
某天覆診後遇上大雨，在家庭餐廳 GARDEN 內呆望窗外雨景時，店長近藤給晶贈送一杯咖啡及表演一個小戲法，離開前說了一句尋常的鼓勵說話:「肯定，很快便會雨過天晴了」，給當時頗為失意的晶很大的觸動，以此為契機，晶因此喜歡上近藤，為了接近他而到來兼職。
近藤是晶的初戀。她向近藤表達愛意後，一直期待他的回應，期間，表現不少戀愛中的少女細膩情懷的情節。
單獨面對近藤時頗害羞，說話有時期期艾艾。內心對愛情頗為純粹和執著，積極的態度有時令近藤感到不知所措，甚至喘不過氣，作為旁觀者的加瀨亮介曾如此提醒晶:「店長他也有自己的立場」。正因為晶的積極，也喚起近藤對年輕時對愛情的憧憬和回憶，逐漸敞開心扉，產生與晶發展感情的祈望。
近藤就像晶的人生導師，在無意出現的關鍵時刻開導晶的苦惱，使她自覺若要返回田徑場實現夢想，最終只能依靠自己重新振作。
在元旦大雪天裡突然造訪近藤家，給近藤送上親手編織、作為生日禮物的圍巾以表達她的心意。近藤突然預感橘會離開他，是因為晶的內心當時正徘徊於重返田徑場或愛情的抉擇上。最後，晶願意正視自己的內心抉擇，在近藤的鼓勵下重返田徑場。
漫畫以晶在6月的復出賽中成功創下縣的 200M 新紀錄，身心的陰霾盡褪，在暑假裡恢復 18 歲開朗的高三少女的日常生活作結。(據單行本收錄的短篇)
- 註: ，早期譯為：曉；台版譯為：晶；大陸版譯為：玲；有網站字幕自動翻譯為：亮；漫畫裡千尋認識的17歲少年作家AKIRA名：翠；當然還有80年代偶像（中森）明菜。

近藤正己（聲：平田廣明）
本作男主角。家庭餐廳 GARDEN 原住吉分店的店長，45歲，1月5日出生。
學生時代已是學校文藝部的校刊編輯，早稻田大學畢業，好讀書，尤喜愛純文學，鍾情芥川龍之介的作品，立志成為小說家。畢業後不久與同是文藝部的女同學丘嶋結婚，但因太專注於寫作致忽略家人而離婚，兒子勇斗跟隨母親。近藤因婚姻失敗放棄寫作，轉而投身餐飲業，但管理能力不強，常受到下屬輕視。
某個雨天給待在店裡避雨的晶贈送一杯咖啡及表演一個小戲法，離開前說了一句尋常的鼓勵說話：「肯定，很快便會雨過天晴了」，給當時頗為失意的晶很大的觸動，以此為契機，晶因此喜歡上近藤，為了接近他而到來兼職。
對晶突然的表白感到很突兀，認為相差28年的戀情是沒有可能發展。因此，近藤最初懷著敷衍的心態應對晶的感情，以為履行首次約會的約定便是對晶表白的一個回應。
颱風夜在近藤家裡，因感動晶是真心向他投入完全純粹的感情，使近藤開始認真思索如何面對這一段年齡差的戀愛。雖然仍刻意逃避，如常以曾於感情及事業失敗，人生沒有未來、機會等藉口來否定自己會有對晶發展感情的可能，但越是欲蓋彌彰，他越是不能自已地把對晶的感覺逐漸建立在朋友關係的戀愛起點上。
與晶談論一些人生道理時，同時給自己久藏的苦惱一點解脫。晶更像是近藤的鏡子，每次提問均反照出近藤隱藏已久的內心，使近藤更能正視自己本身的問題及刻意忘卻的夢想，逐漸尋回對文學的熱情和執著，不再計較會否被別人認同或獲得成功，只求盡力和勇於嘗試，終於鼓起勇氣重新提起鋼筆，繼續文學創作的道路。
內心雖多番否認，最後卻發現自己對晶其實亦懷有難捨難離的感覺，甚至希望能有更多藉口和機會說服自己以延續和發展與晶的關係，所謂「木已成舟，為時已晚。」自己只是表面上強抑著內心復熾的感情。
漫畫及動畫均沒有為兩人的關係給出一個明確結局。動畫最後以兩人互相約定日後若實現夢想後即告知對方，及近藤完成小說《戀如雨止（愛在雨過天晴時）》作結。
電影以雨夜下近藤家中兩人互相剖白，近藤明確表示目前不能回應晶的感情，並鼓勵晶繼續追尋自己的夢想，在停電時相擁後認同彼此是朋友的關係。同晚深夜，千尋接到近藤的求助電話，到來照顧仍害感冒的近藤，無意聽到昏睡中的近藤不時呼喚著橘（Tachibana），也知道不擅說謊的近藤說橘是店裡的男職工只是掩飾。藉著晶在海邊教導勇斗跑步時，近藤向晶表示餐廳已聘有足夠人手，使晶明白她以後可專志於復歸訓練。片尾以冬日下晶和田徑隊在河堤跑步途中與駕車中的近藤相遇，互相問候後，近藤表示總店有可能給他升職，意味著他可能會離開這區，晶含淚問如果彼此仍是朋友，她希望可以與近藤互通電子郵件，近藤微笑回應作結。

### 家庭餐廳「格登」
加瀨亮介（聲：前野智昭）
廚師。外型年輕帥氣但似乎較為花心。因翻看晶的國語課本，發現晶的塗鴉而知道她喜歡店長近藤，藉此要求與晶約會以保守秘密。雖不獲晶喜歡，但常以旁觀者於關鍵時候給晶一些提點。喜歡著自己沒有血緣關係的姊姊珠子。
吉澤高志（聲：池田純矢）
同班同學。為追求晶到來兼職，擔任廚師助手，但常被晶無視。
西田唯（聲：福原遙）
兼職服務生。晶的夥伴，並成為朋友。性格開朗健談，喜歡可愛的東西。和晶談論戀愛話題之類的「女高中生交談」時顯得很活躍。志願成為美髮美容師。喜歡吉澤高志，表白後被拒。後因違規打工被學校發現，於除夕夜結束兼職工作。
久保佳代子（聲：金井美香）
資深服務生，中年婦女，很有管理能力。個性強硬、毒舌，比近藤更像店長。對近藤的兒子勇斗很溫柔及照顧。
大塚（聲：矢部雅史）
資深廚師。個性一板一眼，不苟言笑。

### 風見澤高校
喜屋武遙（聲：宮島惠美）
是晶自少的好友，同級同學及田徑社的夥伴。兩人的關係在晶受傷後開始發生變化，因為晶刻意疏遠田徑社，逐漸與遙發生隔閡，遙對晶放棄跑步感到不解和擔心，希望能恢復到以前的關係。在神社祭典裡以為晶因喜歡上大叔類型的近藤才放棄跑步感到詫異而與晶吵架，後在運動店與近藤偶遇，言談間知道近藤也很擔心晶的傷勢能否復原而改觀。
石井（聲：本多真梨子）
晶的田徑社後輩。
山本（聲：村井雄治）
3年級，足球社主將。很受女生們的歡迎。似乎單戀遙。以自身的經歷向遙解釋晶可能遇到的困境，使遙不致對晶有更深的誤會。
優、緣、美依（聲：小澤亞李（優）、小堀幸（緣）、春野杏（美依））
與晶談得較來的同班同學，三人經常一起傾聽晶的事。
楠
現代國語課的老師。

### 登場人物家族
丘嶋勇斗（聲：竹內順子）
正己的兒子。父母離婚後跟隨母親，有時放課後會被近藤接到店裡暫時照顧，與晶很親近。晶與近藤父子一起時，因此拉近了與正己的距離，亦令正己思索與晶的感情，勇斗可說是晶的紅娘。
丘嶋綠
近藤的前妻，勇斗的母親。很愛護勇斗但不失嚴厲。在電車上偶遇到晶並指導晶編織圍巾的方法，然不知冥冥中使兩個女子有著共同的交集-- 與前後時期的近藤戀愛。
橘晶的母親（聲：茂呂田薰）
離婚後獨力撫養晶，對晶很著緊，但和女兒一樣，不擅於向對方表達真心的感情。
三笠正志
晶的父親。人品似乎很好，沒有不良嗜好，但為何離婚則沒有交代。
喜屋武翔太（聲：澤城千春）
喜屋武遙的弟弟，南高中生。戴眼鏡。
加瀨珠子
加瀨亮介的姊姊，沒有血緣關係。看男人的眼光不行，經常被甩，然後向亮介訴苦，不知道自己被亮介喜歡著。

### 其他登場人物
諸星（聲：岩瀨周平）
晶的骨科主診醫生。關心晶能否克服內心的障礙，主動接受復健治療。
九條千尋（聲：宮本充）
與近藤正己是早稻田大學的同學及知心好友。知名小說作家，創作的小說「波之窗邊」大賣及被電影化而對近藤衝撃很大，激起近藤再次拿起鋼筆及稿紙、再踏上文學創作的熱情。
倉田瑞希
南高田徑隊的選手，二年前阿基里斯腱受傷，接受復健後重返田徑場，成績優秀。對晶很敬仰，因她有可能超越晶的田徑紀錄，晶才燃起復歸田徑場的鬥志。

## 出版書籍
| 冊數 | 小學館         | 小學館                                                  | 青文出版社     | 青文出版社                                         |
| 冊數 | 發行日期       | ISBN                                                    | 發行日期       | EAN / ISBN                                         |
| ---- | -------------- | ------------------------------------------------------- | -------------- | -------------------------------------------------- |
| 1    | 2015年1月14日  | ISBN 978-4-09-186728-5                                  | 2017年10月25日 | EAN 4718016026407 EAN 4718016026414（特別版）      |
| 2    | 2015年4月15日  | ISBN 978-4-09-186868-8                                  | 2017年12月4日  | EAN 4718016027077 EAN 4718016027084（特別版）      |
| 3    | 2015年9月16日  | ISBN 978-4-09-187200-5                                  | 2018年1月11日  | EAN 4718016027435 EAN 4718016027442（特別版）      |
| 4    | 2016年1月17日  | ISBN 978-4-09-187417-7                                  | 2018年2月1日   | EAN 4718016028012 EAN 4718016028029（特別版）      |
| 5    | 2016年6月15日  | ISBN 978-4-09-187629-4                                  | 2018年3月12日  | EAN 4718016028456 EAN 4718016028463（特別版）      |
| 6    | 2016年10月17日 | ISBN 978-4-09-187798-7                                  | 2018年4月10日  | EAN 4718016028913 EAN 4718016028920（特別版）      |
| 7    | 2017年3月15日  | ISBN 978-4-09-189389-5                                  | 2018年6月10日  | EAN 4718016029828 EAN 4718016029835（特別版）      |
| 8    | 2017年7月17日  | ISBN 978-4-09-189546-2                                  | 2018年8月9日   | ISBN 978-986-356-546-8 EAN 4718016033900（特別版） |
| 9    | 2017年11月15日 | ISBN 978-4-09-189656-8                                  | 2018年11月15日 | ISBN 978-986-356-649-6 EAN 4718016034754（特別版） |
| 10   | 2018年4月27日  | ISBN 978-4-09-189793-0 ISBN 978-4-09-943013-9（特裝版） | 2019年2月14日  | ISBN 978-986-356-819-3 EAN 4718016035096（特別版） |

## 電視動畫
2018年1月至3月，在富士電視網的「noitaminA」時段首播。

### 製作人員（電視動畫）
- 原作：眉月啍（小學館《週刊Big Comic Spirits》連載）
- 導演：渡邊步[6]
- 劇本統籌：赤尾凸
- 人物設定、總作畫監督：柴田由香（日语：柴田由香）[7]
- 助理導演：河野亞矢子
- 道具設定：田中春香
- 美術設定：青木薰
- 美術監督：吉原俊一郎（日语：吉原俊一郎）
- 色彩設計：千葉惠美
- 3D監督：熊倉千秋
- 攝影監督：後藤春陽
- 剪輯：廣瀨清志
- 音樂製作人：佐野弘明（日语：佐野弘明）、舩橋宗寬
- 音樂製作：富士太平洋音樂（日语：フジパシフィックミュージック）
- 音響監督：蝦名恭範（日语：蝦名恭範）
- 音樂：吉俣良[7]
- 總製作人：高瀨透子、三宅將典
- 製作人：松尾拓、若林豪
- 動畫製作人：岡田麻衣子
- 動畫製作：WIT STUDIO[6]
- 製作：動畫「戀雨」製作委員會（富士電視台、Aniplex、DMM pictures、電通）

### 主題曲
片頭曲
作詞、作曲、編曲：HoneyWorks，主唱：CHiCO with HoneyWorks
片尾曲「Ref:rain」
作詞：aimerrhythm，作曲：飛內將大，編曲：玉井健二、飛內將大，主唱：Aimer

### 各話列表
| 話數   | 日文標題 | 中文標題 | 劇本       | 分鏡            | 演出                         | 作畫監督                                                                                   | 總作畫監督      |
| ------ | -------- | -------- | ---------- | --------------- | ---------------------------- | ------------------------------------------------------------------------------------------ | --------------- |
| 第1話  |          | 雨音     | 赤尾凸     | 渡邊步          | 河野亞矢子                   | 柴田由香、田中春香 門脇聰、荒尾英幸                                                        | 柴田由香        |
| 第2話  |          | 青葉雨   | 赤尾凸     | 渡邊步 誌村宏明 | 內田信吾                     | 山本祐子、荒尾英幸 鎌田均、奧田明世                                                        | 高田晃          |
| 第3話  |          | 雨滴     | 赤尾凸     | 河野亞矢子      | 河野亞矢子                   | 大杉尚廣、加藤萬由子                                                                       | 大杉尚廣        |
| 第4話  |          | 綿綿細雨 | 木戶雄一郎 | 安藤良          | 安藤良                       | 木下由衣                                                                                   | 高田晃          |
| 第5話  |          | 香雨     | 梅原英司   | 誌村宏明        | 赤松康裕                     | 竹本佳子、都竹隆治 荒尾英幸、小磯由佳                                                      | 高田晃          |
| 第6話  |          | 沙雨     | 木戶雄一郎 | 鏑木宏          | 鏑木宏                       | 奧田明世                                                                                   | 柴田由香        |
| 第7話  |          | 暴雨     | 赤尾凸     | 二村秀樹        | 丸山由太 河野亞矢子 赤松康裕 | 門脇聰、西園惠利香 奧田明世                                                                | 門脇聰          |
| 第8話  |          | 靜雨     | 梅原英司   | 赤松康裕        | 赤松康裕                     | 加藤萬由子、山本裕子、大杉尚廣 川妻智美、神谷美也子 奧田明世、佐野惠理                     | 高田晃          |
| 第9話  |          | 愁雨     | 梅原英司   | 丸山由太        | 丸山由太 井端義秀 河野亞矢子 | 荒尾英幸、西原惠利香 竹本佳子、神谷美也子 奧田明世、山本祐子                               | 柴田由香        |
| 第10話 |          | 白雨     | 木戶雄一郎 | 內田信吾        | 內田信吾                     | 清水慶太、小磯由佳、荒尾英幸 西原惠利香、加藤萬由子 竹本佳子、山本祐子                     | 高田晃          |
| 第11話 |          | 叢雨     | 赤尾凸     | 古屋勝悟        | 河野亞矢子 赤松康裕          | 奧田明世、西原惠利香、山本祐子 竹本佳子、荒尾英幸 加藤萬由子、柴田由香                     | 柴田由香        |
| 最終話 |          | 梅雨     | 赤尾凸     | 渡邊步          | 益山亮司 河野亞矢子          | 加藤萬由子、小磯由佳、荒尾英幸 清水慶太、西原惠利香、奧田明世 竹本佳子、長原圭太、山本祐子 | 柴田由香 高田晃 |

### 播放電視台

#### 日本國內
日本深夜動畫：下文記載的日本国内播放時間使用日本標準時間（UTC+9）表示。因為部分時間标识會採用30小时制，因此請留意这类超过24:00的时间，其實際播放時間為翌日清晨。
| 播放日期               | 播放時間（UTC+9）         | 播放電視台       | 播放地區       | 備註                         |
| ---------------------- | ------------------------- | ---------------- | -------------- | ---------------------------- |
| 2018年1月12日－3月30日 | 星期四 24時55分－25時25分 | 富士電視台       | 關東廣域圈     | 製作參加／作品舞台（橫濱市） |
|                        |                           | 岩手可愛電視台   | 岩手縣         |                              |
|                        |                           | 櫻桃電視台       | 山形縣         |                              |
|                        | 星期四 25時20分－25時50分 | 秋田電視台       | 秋田縣         |                              |
|                        | 星期四 25時30分－26時00分 | 長野放送         | 長野縣         |                              |
|                        | 星期四 25時35分－26時05分 | 靜岡電視台       | 靜岡縣         |                              |
|                        |                           | 愛媛電視台       | 愛媛縣         |                              |
|                        | 星期四 25時45分－26時15分 | 新潟綜合電視台   | 新潟縣         |                              |
|                        |                           | 熊本電視台       | 熊本縣         |                              |
|                        | 星期四 25時55分－26時25分 | 福島電視台       | 福島縣         |                              |
|                        |                           | 關西電視台       | 近畿廣域圈     |                              |
|                        |                           | 新廣島電視台     | 廣島縣         |                              |
|                        |                           | 西日本電視台     | 福岡縣         |                              |
|                        | 星期四 26時00分－26時30分 | 仙台放送         | 宮城縣         |                              |
|                        | 星期四 26時05分－26時35分 | 鹿兒島電視台     | 鹿兒島縣       |                              |
|                        | 星期四 26時10分－26時40分 | 東海電視台       | 中京廣域圏     |                              |
| 2018年1月12日－3月30日 | 星期五 24時55分－25時25分 | 佐賀電視台       | 佐賀縣         |                              |
| 2018年2月5日－4月30日  | 星期一 25時25分－25時55分 | 山陰中央電視台   | 鳥取縣、島根縣 |                              |
| 2018年4月15日－7月1日  | 星期日 26時00分－26時30分 | 北海道文化放送   | 北海道         | [ 9 ]                        |
| 2018年4月18日－7月11日 | 星期三 25時55分－26時25分 | 高知SunSun電視台 | 高知縣         |                              |

網路電視由Amazon Prime Video獨家在全球各地發布，在日本第1話在1月11日（四）的24時00分提前上架，第2話以後每話於26時25分上架。

### BD／DVD
| 卷數 | 發行日期      | 收錄話數      | 規格編號      | 規格編號      |
| 卷數 | 發行日期      | 收錄話數      | BD            | DVD           |
| ---- | ------------- | ------------- | ------------- | ------------- |
| 上   | 2018年4月18日 | 第1話～第6話  | ANZX-14151～3 | ANZB-14151～3 |
| 下   | 2018年6月27日 | 第7話～第12話 | ANZX-14154～6 | ANZB-14154～6 |

## 真人電影
2018年5月25日於日本公開首映。永井聰導演，小松菜奈、大泉洋主演。
在電影上映之前，由葉山獎之、松本穗香主演的外傳劇《愛在雨過天晴時～口袋中拜託的事～》（全4集）於5月2日至5月25日在GYAO!上映。

### 演員
- 橘晶：小松菜奈[13]
- 近藤正己：大泉洋[13]
- 喜屋武遙：清野菜名[14]
- 加瀨亮介：磯村勇斗[14]
- 吉澤高志：葉山獎之[14]
- 西田唯：松本穗香[14]
- 倉田瑞希：山本舞香[14]
- 久保佳代子：濱田麻里（日语：濱田マリ）[14]
- 九條千尋：戶次重幸[14]
- 橘晶的母親：吉田羊[14]
- 勇斗：懸田怜央
- 大塚：篠原篤（日语：篠原篤）

### 製作人員（真人電影）
- 原作：眉月啍《愛在雨過天晴時》（小學館「週刊Big Comic Spirits」連載）
- 導演：永井聰（日语：永井聡）
- 編劇：坂口理子
- 音樂：伊藤五郎（日语：伊藤ゴロー）
- 參加樂手：／mono（神聖かまってちゃん）、柴田隆浩、澤部渡（裙子（日语：スカート (バンド)））
- 主題歌：鈴木瑛美子×龜田誠治「FRONT MEMORY（日语：フロントメモリー）」（日本華納音樂）
- 製作：市川南（日语：市川南 (映画プロデューサー)）
- 共同製作：久保雅一（日语：久保雅一）、村田嘉邦、弓矢政法、山本浩、中江康人（日语：中江康人）、高橋誠、細野義朗（日语：細野義朗）、吉川英作、田中祐介
- 創意製作人：山內章弘（日语：山内章弘）
- 製作人：春名慶、石黑裕亮、唯野友步
- 線上製作人：熊谷喜一
- 製作統括：佐藤毅
- 攝影：市橋織江（日语：市橋織江）
- 照明：﨑本拓哉
- 美術：杉本亮（日语：杉本亮）
- 錄音：豐田真一
- 裝飾：安藤千穗
- 造型師 ：櫻井雅惠
- 髮型設計：荒木美穗、波多野早苗
- 剪輯：二宮卓
- VFX監修：神田剛志
- 場記：田村壽美
- 助理導演：藤江儀全
- 製作擔當：若林重武
- 角色分配：田端利江
- 音樂製作人：北原京子
- 配給：東寶
- 製片商：東寶電影（日语：東宝映画 (企業)）、AOI Pro.（日语：AOI Pro.）
- 製作：電影「愛在雨過天晴時」製作委員會（東寶、小學館、博報堂DY Music & Pictures（日语：博報堂DYミュージック&ピクチャーズ）、JR東日本企劃（日语：ジェイアール東日本企画）、博報堂、AOI Pro.、KDDI、S·D·P（日语：スターダストピクチャーズ）、日本出版販售（日语：日本出版販売）、GYAO（日语：GYAO!））

## 腳註

## 外部連結
- 原作
  - 愛在雨過天晴時【作品TOP】｜Big Comic BROS.NET（Big Comic BROS）｜小學館 （页面存档备份，存于）
  - 【愛在雨過天晴時】官方的X（前Twitter） （日語）
- 電視動畫
  - 電視動畫「愛在雨過天晴時」官方網站 （页面存档备份，存于） （日語）
  - 電視動畫「愛在雨過天晴時」官方的X（前Twitter） （日語）
- 真人電影
  - 電影『愛在雨過天晴時』官方網站 （日語）
  - 電影『愛在雨過天晴時』官方的X（前Twitter） （日語）